# Colt Manufacturing Company
Die Colt Manufacturing Company war ein US-amerikanischer Automobilhersteller, der nur 1958 in Milwaukee in Wisconsin ansässig war. Eine der drei Quellen meint, es könnte auch Colt Motors Corp. aus Boston in Massachusetts gewesen sein.
Der Colt war ein Kleinstwagen, ein Coupé mit zwei Sitzplätzen. Angetrieben wurde der Wagen von einem hinten eingebauten, Einzylinder-Viertaktmotor von Wisconsin, der 377 cm³ Hubraum besaß. Das Gefährt hatte 1956 mm Radstand, war 3048 mm lang und wog 317 kg. Hinten zeigte es Ansätze von Heckflossen.
Der Verkaufspreis lag bei 995 US-Dollar.